# Вашингтон (окръг, Вермонт)
Вижте пояснителната страница за други населени места с името Вашингтон.
Окръг Вашингтон (на английски: Washington County) е окръг в щата Вермонт, Съединени американски щати. Площта му е 1800 km², а населението – 58 504 души (2016). Административен център е град Монпелие.